# Bhavani Bijalgaon, Aurad
Bhavani Bijalgaon là một làng thuộc tehsil Aurad, huyện Bidar, bang Karnataka, Ấn Độ.